# Опорний меридіан IERS
IERS Опорний меридіан, що також називається Міжнародним опорним меридіаном, це нульовий меридіан (0° довготи), що підтримується Міжнародною службою обертання та систем відліку земної кулі (IERS). Він проходить приблизно на 5.3 кутових секунди на схід від меридіанного кола Джорджа Бідделла Ері 1851 р. або в 102.478 м від широти, де знаходиться Гринвіцька королівська обсерваторія. Він також є опорним меридіаном для системи GPS, що експлуатується Міністерством оборони США, а також для системи WGS84 і її двох пізніх версій, International Terrestrial Reference System (ITRS) і її реалізації, International Terrestrial Reference Frame (ITRF).